# David Baulcombe

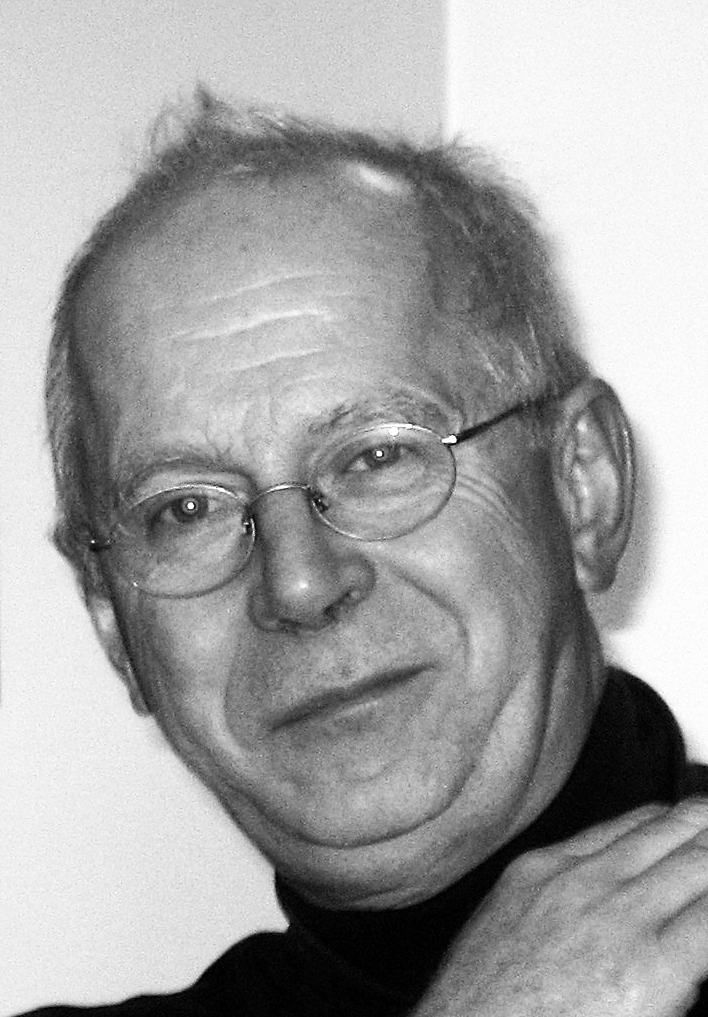
David Baulcombe 2006

Sir David Charles Baulcombe (* 4. Juli 1952 in Solihull, England) ist ein britischer Botaniker und seit 2007 Professor, seit 2009 Regius Professor für Botanik an der University of Cambridge, England.

## Leben
Baulcombe erwarb 1973 einen Bachelor in Botanik an der University of Leeds und 1977 einen Ph.D. in Botanik an der University of Edinburgh. Stellen als Post-Doktorand führten ihn an die McGill University in Montreal, Kanada, und die University of Georgia in Athens, Georgia. Von 1980 bis 1988 arbeitete er als Wissenschaftler am Plant Breeding Institute in Cambridge, England, bevor an die University of East Anglia in Norwich ging – zunächst als Honorarprofessor und Forschungsleiter am John Innes Centre, ab 2002 als Professor. Seit 2007 hat er eine Professur für Botanik an der University of Cambridge, England. Gleichzeitig ist er Royal Society Research Professor.

## Wirken
Baulcombe befasste sich zunächst intensiv mit dem Kartoffelvirus X (PVX) und entwickelte den PVX-Vektor, einen weitverbreiteten Vektor zur Erforschung heterologer Genexpression bei Pflanzen.
Baulcombe hat mit seinen Arbeiten zu Pflanzenviren grundsätzliche Mechanismen des Gen-Silencing und der small interfering RNA (siRNA) aufgeklärt, die sich auch auf höhere Lebewesen einschließlich des Menschen übertragen ließen. Dazu kommen Erkenntnisse über Abwehrmechanismen der Pflanzen gegen Viren und Mechanismen der Viren, diese Abwehr zu überwinden.
Die Vergabe des Nobelpreises für Physiologie oder Medizin 2006 für die Entdeckung der RNA-Interferenz an Andrew Z. Fire und Craig Mello unter Nichtberücksichtigung von Baulcombe traf bei Teilen der wissenschaftlichen Gemeinde auf Unverständnis.
2009 wurde Baulcombe in Anerkennung seiner wissenschaftlichen Leistungen durch Königin Elisabeth II. als Knight Bachelor in den britischen Adelsstand erhoben.
Baulcombe ist Mitglied in den wissenschaftlichen Beiräten zahlreicher wissenschaftlicher Fachgesellschaften und -zeitschriften.

## Auszeichnungen (Auswahl)
- 2001 Mitgliedschaft in der Royal Society[2]
- 2002 Ruth Allen Award[3]
- 2002 Mitgliedschaft in der Academia Europaea
- 2003 Wiley Prize in Biomedical Sciences[4]
- 2005 Mitgliedschaft in der National Academy of Sciences, USA
- 2005 Massry-Preis
- 2006 Royal Medal[2]
- 2008 Benjamin Franklin Medal[5]
- 2008 Albert Lasker Award for Basic Medical Research[6]
- 2009 Knight Bachelor[7]
- 2010 Wolf-Preis in Agrarwissenschaft[8]
- 2012 Balzan-Preis für Epigenetik[9]
- 2014 Gruber-Preis für Genetik
- 2014 McClintock Prize
- 2017 Mendel Medal der Genetics Society
- 2020 Ordentliches Mitglied der Päpstlichen Akademie der Wissenschaften[10]